# ايست كليدن (باكينجهامشير)
ايست كليدن (بالإنجليزية: East Claydon)‏ هي قرية و أبرشية مدنية تقع في المملكة المتحدة في إنجلترا. يقدر عدد سكانها بـ 345 نسمة .